# Lee Hye-kyeong
Lee Hye-kyeong (koreanska: 이혜경), född 12 januari 1996, är en sydkoreansk judoutövare.

## Karriär
Vid olympiska sommarspelen 2024 i Paris var Lee en del av Sydkoreas lag som tog brons i mixedlag. Individuellt blev hon utslagen i sextondelsfinalen i 48 kg-klassen av svenska Tara Babulfath.